# Phebellia erecta
Phebellia erecta là một loài ruồi trong họ Tachinidae.